# Vesthovde
Vesthovde är en udde i Antarktis. Den ligger i Östantarktis. Norge gör anspråk på området.
Terrängen inåt land är kuperad söderut, men norrut är den platt. Havet är nära Vesthovde åt nordost. Trakten är obefolkad. Det finns inga samhällen i närheten. 